# Gouvernement de la RDA de 1954-1958
RDA
1950-1954 1958-1963
Le deuxième gouvernement de la République démocratique allemande (RDA) dure du 19 novembre 1954 au 7 décembre 1958.

## Composition
| Ministère                                                                     | Nom | Parti                         |
| ----------------------------------------------------------------------------- | --- | ----------------------------- |
| Ministre-président                                                            | Otto Grotewohl | SED                           |
| Premier vice-ministre-président                                               | Walter Ulbricht à partir du 24 novembre 1955 | SED                           |
| Vice-ministre-président                                                       | Walter Ulbricht jusqu'au 23 novembre 1955 Heinrich Rau Otto Nuschke décédé le 27 décembre 1957 Max Sefrin à partir du 10 février 1958 Hans Loch Lothar Bolz Paul Scholz Willi Stoph Fred Oelßner du 18 janvier 1956 au 13 février 1958 Fritz Selbmann du 24 novembre 1955 au 13 février 1958 Bruno Leuschner à partir du 18 janvier 1956 | SED SED CDU LDPD NDPD DBD SED |
| Affaires étrangères                                                           | Lothar Bolz | NDPD                          |
| Intérieur                                                                     | Willi Stoph Karl Maron (à partir du 12 août 1955) | SED                           |
| Défense à partir du 18 janvier 1956                                           | Willi Stoph | SED                           |
| Finances                                                                      | Hans Loch jusqu'au 24 novembre 1955 Willy Rumpf | LDPD SED                      |
| Président de la Banque d'État                                                 | Martin Schmidt à partir du 28 mai 1958 | SED                           |
| Éducation                                                                     | Fritz Lange | SED                           |
| Culture                                                                       | Johannes Robert Becher décédé le 11 octobre 1958 | SED                           |
| Minister für gesamtdeutsche Fragen à partir du 24 novembre 1955               | Hans Loch | LDPD                          |
| Industrie lourde jusqu'au 24 novembre 1955                                    | Fritz Selbmann | SED                           |
| Schwermaschinenbau du 20 mai 1955 au 15 février 1958                          | Erich Apel | SED                           |
| Allgemeinen Maschinenbau du 20 mai 1955 au 15 février 1958                    | Helmuth Wunderlich | SED                           |
| Berg- und Hüttenwesen (du 18 janvier 1956 au 15 février 1958)                 | Rudolf Steinwand | SED                           |
| Industrie chimique (du 24 novembre 1955 au 15 février 1958)                   | Werner Winkler | SED                           |
| Charbon et Énergie (du 18 janvier 1956 au 15 février 1958)                    | Richard Goschütz | SED                           |
| Fragen der Kernforschung à partir du 10 novembre 1955                         | Willi Stoph | SED                           |
| Président de la Commission de Planification                                   | Bruno Leuschner | SED                           |
| Premier vice-président de la Commission de Planification                      | Margarete Wittkowski | SED                           |
| Vice-président de la Commission de Planification                              | Kurt Gregor (à partir de 1956) | SED                           |
| Construction (jusqu'au 15 février 1958) Bauwesen                              | Heinz Winklerdécédé le 25 juin 1958 Ernst Scholz (à partir du 24 septembre 1958) | CDU SED                       |
| Industrie légère (jusqu'au 15 février 1958)                                   | Wilhelm Feldmann | NDPD                          |
| Lebensmittelindustrie (jusqu'au 15 février 1958)                              | Kurt Westphal | SED                           |
| Commerce et Approvisionnements                                                | Curt Wach | LDPD                          |
| Commerce extérieur                                                            | Heinrich Rau | SED                           |
| Santé                                                                         | Luitpold Steidle | CDU                           |
| Justice                                                                       | Hilde Benjamin | SED                           |
| Generalstaatsanwalt der DDR                                                   | Ernst Melsheimer | SED                           |
| Postes et Télécommunications                                                  | Friedrich Burmeister | CDU                           |
| Transports                                                                    | Erwin Kramer | SED                           |
| Forêts et Alimentation                                                        | Paul Scholz jusqu'au 19 mars 1955 Hans Reichelt (à partir du 20 mai 1955) | DBD                           |
| Travail et Formation professionnelle (jusqu'au 15 février 1958)               | Friedrich Macher | SED                           |
| Sécurité d'État (à partir du 18 janvier 1956)                                 | Ernst Wollweber jusqu'au 31 octobre 1957 Erich Mielke (à partir du 11 décembre 1957) | SED                           |
| Staatssekretär für Örtliche Wirtschaft (jusqu'au 15 février 1958)             | Karl Kasten | SED                           |
| Secrétaire d'État à l'Enseignement supérieur                                  | Wilhelm Girnus (à partir du 26 avril 1957) | SED                           |
| Staatssekretär für Erfassung und Aufkauf                                      | Hermann Streit Helmut Koch (à partir du 24 septembre 1958) | SED                           |
| Vorsitzender des Komitees für Arbeit und Löhne (à partir du 1er juillet 1958) | Walter Heinicke (à partir du 28 mai 1958) | SED                           |